# Conference League 1994-1995
La Conference League 1994-1995, conosciuta anche con il nome di GM Vauxhall Conference per motivi di sponsorizzazione, è stata la 16ª edizione del campionato inglese di calcio di quinta divisione.

## Squadre partecipanti
| Squadra                | Città             | Stagione precedente                                    |
| ---------------------- | ----------------- | ------------------------------------------------------ |
| Altrincham             | Altrincham        | 10º posto in Conference League                         |
| Bath City              | Bath              | 12º posto in Conference League                         |
| Bromsgrove Rovers      | Bromsgrove        | 18º posto in Conference League                         |
| Dagenham & Redbridge   | Londra (Dagenham) | 6º posto in Conference League                          |
| Dover Athletic         | Dover             | 8º posto in Conference League                          |
| Farnborough Town       | Farnborough       | 1º posto in Southern League Premier Division, promosso |
| Gateshead              | Gateshead         | 11º posto in Conference League                         |
| Halifax Town           | Halifax           | 13º posto in Conference League                         |
| Kettering Town         | Kettering         | 2º posto in Conference League                          |
| Kidderminster Harriers | Kidderminster     | 1º posto in Conference League                          |
| Macclesfield Town      | Macclesfield      | 7º posto in Conference League                          |
| Merthyr Tydfil         | Merthyr Tydfil    | 20º posto in Conference League                         |
| Northwich Victoria     | Northwich         | 15º posto in Conference League                         |
| Runcorn                | Runcorn           | 5º posto in Conference League                          |
| Southport              | Southport         | 4º posto in Conference League                          |
| Stafford Rangers       | Stafford          | 9º posto in Conference League                          |
| Stalybridge Celtic     | Stalybridge       | 14º posto in Conference League                         |
| Stevenage Borough      | Stevenage         | 1º posto in Isthmian League Premier Division, promosso |
| Telford United         | Telford           | 17º posto in Conference League                         |
| Welling United         | Londra (Bexley)   | 16º posto in Conference League                         |
| Woking                 | Woking            | 3º posto in Conference League                          |
| Yeovil Town            | Yeovil            | 19º posto in Conference League                         |

## Classifica finale
|  | Pos. | Squadra            | Pt | G  | V  | N  | P  | GF | GS | DR  |
|  | ---- | ------------------ | -- | -- | -- | -- | -- | -- | -- | --- |
|  | 1    | Macclesfield Town  | 80 | 42 | 24 | 8  | 10 | 70 | 40 | +30 |
|  | 2    | Woking             | 75 | 42 | 21 | 12 | 9  | 76 | 54 | +22 |
|  | 3    | Southport          | 72 | 42 | 21 | 9  | 12 | 68 | 50 | +18 |
|  | 4    | Altrincham         | 68 | 42 | 20 | 8  | 14 | 77 | 60 | +17 |
|  | 5    | Stevenage Borough  | 67 | 42 | 20 | 7  | 15 | 68 | 49 | +19 |
|  | 6    | Kettering Town     | 67 | 42 | 19 | 10 | 13 | 73 | 56 | +17 |
|  | 7    | Gateshead          | 67 | 42 | 19 | 10 | 13 | 61 | 53 | +8  |
|  | 8    | Halifax Town       | 63 | 42 | 17 | 12 | 13 | 68 | 54 | +6  |
|  | 9    | Runcorn            | 58 | 42 | 16 | 10 | 16 | 59 | 71 | -12 |
|  | 10   | Northwich Victoria | 57 | 42 | 14 | 15 | 13 | 77 | 66 | +11 |
|  | 11   | Kidderminster      | 57 | 42 | 16 | 9  | 17 | 63 | 61 | +2  |
|  | 12   | Bath City          | 57 | 42 | 15 | 12 | 15 | 55 | 56 | -1  |
|  | 13   | Bromsgrove Rovers  | 55 | 42 | 14 | 13 | 15 | 66 | 69 | -3  |
|  | 14   | Farnborough Town   | 55 | 42 | 15 | 10 | 17 | 45 | 64 | -19 |
|  | 15   | Dag & Red          | 52 | 42 | 13 | 13 | 16 | 56 | 69 | -13 |
|  | 16   | Dover Athletic     | 49 | 42 | 11 | 16 | 15 | 48 | 55 | -7  |
|  | 17   | Welling Utd        | 49 | 42 | 13 | 10 | 19 | 57 | 74 | -17 |
|  | 18   | Stalybridge Celtic | 47 | 42 | 11 | 14 | 17 | 52 | 72 | -20 |
|  | 19   | Telford Utd        | 46 | 42 | 10 | 16 | 16 | 53 | 62 | -9  |
|  | 20   | Merthyr Tydfil     | 44 | 42 | 11 | 11 | 20 | 53 | 63 | -10 |
|  | 21   | Stafford Rangers   | 38 | 42 | 9  | 11 | 22 | 53 | 79 | -26 |
|  | 22   | Yeovil Town (-1)   | 37 | 42 | 8  | 14 | 20 | 50 | 71 | -21 |

Legenda:
      Promosso in Football League Third Division 1995-1996.
      Retrocesso in Isthmian League 1995-1996.
      Retrocesso in Southern League 1995-1996.
Regolamento:
Tre punti a vittoria, uno a pareggio, zero a sconfitta.
In caso di arrivo di due o più squadre a pari punti, la graduatoria viene stilata secondo i seguenti criteri:
- differenza reti
- maggior numero di gol segnati

Note:

Il Macclesfield Town non è stato ammesso in Football League Third Division, in quanto il suo stadio non soddisfaceva i requisiti richiesti dalla Football League.
Lo Yeovil Town è stato sanzionato con 1 punto di penalizzazione.